# Batalla de Haifa (1948)
La batalla de Haifa (1948), denominada por las fuerzas judías Operación Bi'ur Hametz (en hebreo: מבצע ביעור חמץ‎, lit. Limpieza de Pascua) fue una operación de la Haganá llevada a cabo el 21 y 22 de abril de 1948. El objetivo de la operación era la captura de los barrios árabes de Haifa y fue un acontecimiento importante en las etapas finales de la guerra civil en Palestina, que condujo a la guerra árabe-israelí de 1948.

## Antecedentes
La ciudad de Haifa, en el Mediterráneo, la costa en el extremo norte-occidental de la llanura de Sharon, era un lugar estratégico en Palestina. En 1948, Haifa era una ciudad mixta con una población de 135.000, dividida entre judíos palestinos (70.000) y  árabes palestinos (65.000). La proporción de la población árabe, desde principios de 1948, comenzó a disminuir. Las principales áreas judías palestinas de la ciudad eran Hadar HaCarmel y Neve Sha'anan; con Khalisa y Wadi Nisnas siendo predominantemente árabes palestinas. Haifa era el mayor puerto de aguas profundas del país, la cabeza del ramal de la vía férrea del ferrocarril del Hiyaz, la terminal de la tubería de petróleo de la línea Mosul–Haifa (que el gobierno iraquí había cerrado en abril) y la sede de las refinerías de petróleo Consolidated Refineries. Con la captura del puerto de Haifa, sería posible para la Haganá para recibir suministros y armamento durante el inminente conflicto árabe israelí. El liderazgo del gobierno provisional de Israel, por tanto, consideró que era vital para el bienestar del nuevo estado. Por otra parte, Haifa estaba dentro del área asignada a un Estado judío en el marco del Plan de Partición de las Naciones Unidas para Palestina. La guerra civil en Palestina se intensificó en las etapas finales del mandato británico. Empresas británicas como Irak Petroleum Company y Steel Brothers transfirieron sus oficinas y empleados para el Líbano. En Jerusalén, en enero de 1947, los británicos habían evacuado a 2.000 de sus compatriotas por su propia seguridad. A raíz de la evacuación civil británica las familias adineradas árabes y muchos de los líderes civiles árabes también se retiraron. Se afirma que los líderes árabes animaron a los árabes palestinos para salir huyendo por sí mismos; entonces la masa asustada sin líderes que se había quedado, con la propaganda de atrocidades, escaparon; y por último, se afirma que impidieron un acuerdo de tregua en Haifa. El rechazo de la Liga Árabe de intervenir habría sido una causa de desmoralización generalizada de la población árabe palestina. A mediados de marzo, de 25.000 a 30.000 árabes palestinos ya había evacuado Haifa. La ofensiva de la Haganá en abril, apareció para tomar el Alto Comité Árabe por sorpresa.
El Comité Nacional Árabe de Haifa en el comunicado n.º 7 del 22 de febrero, exigió a los habitantes árabes palestinos cesar todos los disparos y regresar al trabajo regular. La mitad de los árabes palestinos de Haifa, lejos de los otros centros de árabes palestinos importantes, no tenían contacto pues había sido cortado por los pueblos judíos palestinos a lo largo de los caminos de acceso a Haifa. Las empresas y los talleres habían cerrado sin perspectivas de empleo continuo en las áreas judías. El desempleo era abundante y el costo de los alimentos había aumentado.

## Preparativos
En preparación para la evacuación total de todas las fuerzas británicas del mandato, los británicos comenzaron la evacuación de las tropas a través del puerto de Haifa a principios de abril. Una fuerza policial local voluntaria se había establecido en preparación de la entrega a la Comisión Palestina de las Naciones Unidas del Gobierno provisional de Palestina.
El 17 de marzo de 1948 Mohammad bin Hammad Al Huneiti, comandante de la milicia árabe de la ciudad, fue asesinado en una emboscada a un convoy que llevaba 15 toneladas de armas y explosivos. Su muerte dejó a sus seguidores desmoralizados. Según Jon Kimche, la Haganá tenía un informante de alto rango y fue capaz de interceptar nueve de once convoyes en Haifa.
La guarnición árabe para las zonas árabes palestinas de la ciudad fue comandada por el capitán Amin Izz al-Din, que había sido nombrado por el comité militar del Ejército Árabe de Liberación el 27 de marzo en Damasco. Durante el siguiente mes, su fuerza original de 450 hombres disminuyó por la deserción hasta que ya no fue una fuerza de combate.
Los británicos habían controlado anteriormente la ciudad y mantenido un amortiguador entre las poblaciones judías y árabes. En el mismo día de la caída de Tiberíades (18 de abril de 1948), el mayor general Hugh Stockwell, oficial británico al mando del sector Norte de Haifa, convocó a Harry Beilin, oficial de enlace de la Agencia Judía con el ejército británico, a su cuartel general. Stockwell informó a Beilin de su intención de iniciar de inmediato la evacuación de las fuerzas británicas de las fronteras y las zonas de tierra de nadie en Haifa y que la evacuación se completaría el 20 de abril. Las intenciones originales del Gobierno británico habían sido la evacuación de Palestina, usando gradualmente Haifa como puerto de embarque, de sur a norte, completándola a mediados de mayo. La Haganá vio esto como una oportunidad y rápidamente preparó un plan para mantener 3 frentes de ataque en los barrios árabes de Wadi Nisnas, Wadi Salib y Khalisa.

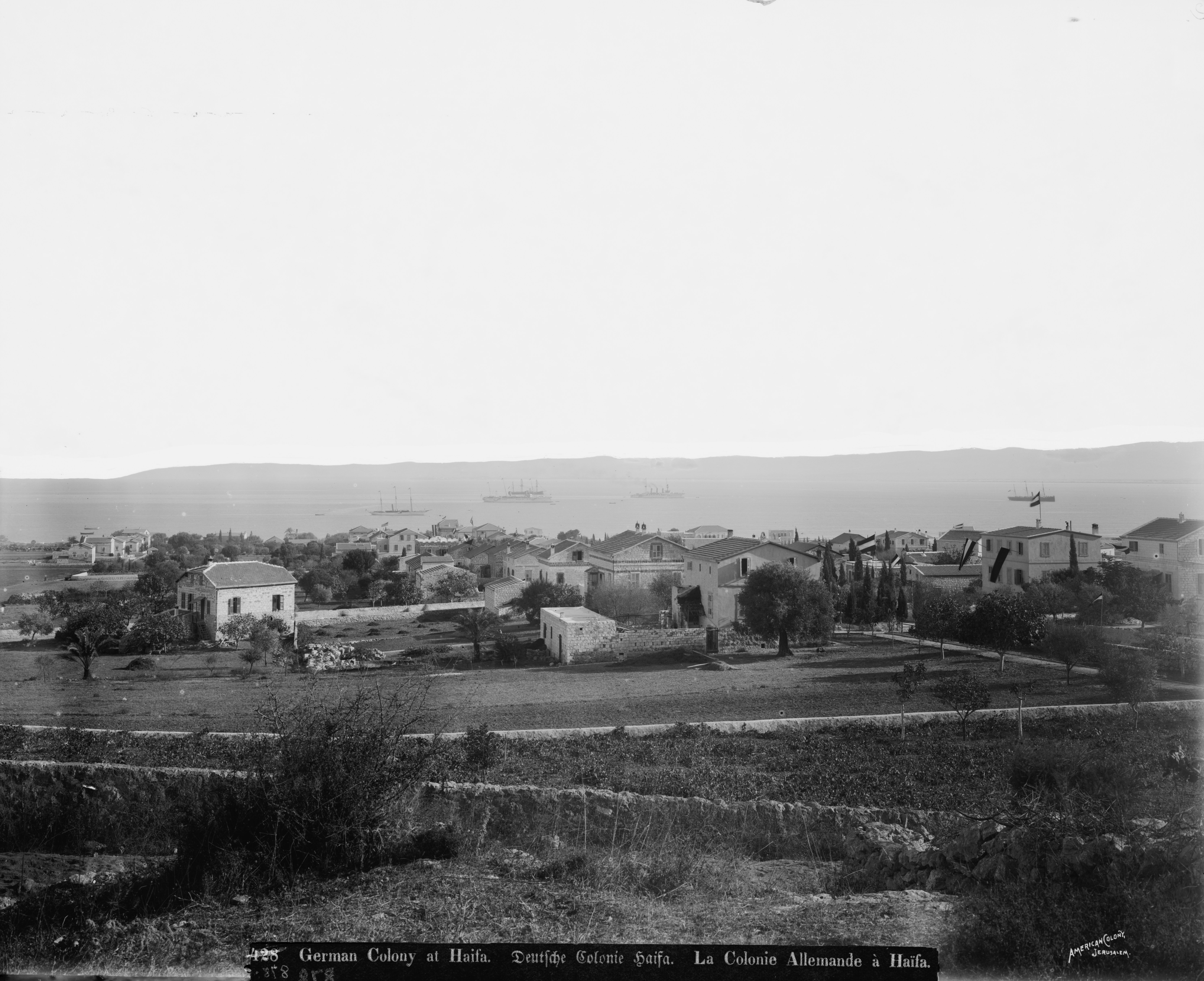
Colonia alemana de Haifa.

La colonia alemana en Waldheim y Belén había sido aislada hasta el 18 de abril de 1948, cuando las fuerzas de la Haganá atacaron la zona matando a dos internados no armados e hiriendo a otros cuatro y ocupando la Colonia Alemana de Haifa; los internados luego pidieron su evacuación a Australia. Los 270-300 internados fueron evacuados a Egipto el 20 de abril para su tránsito a Australia como una cuestión de urgencia. Los restantes 50 templarios emigraron después de la creación del Estado de Israel.
El 20 de abril, el capitán Amin Bey Izz al-Din y Beilin fueron convocados a la sede británica y fueron informados de la intención británica de retirarse, como en la reunión anterior donde sólo Beilin y Stockwell habían asistido el 18 de abril. Izz al-Din salió rápidamente a Damasco para informar al Comité Militar del Ejército Árabe de Liberación y entregó el mando a Yunnis Naffa, un ingeniero sanitario árabe palestino. La partida de Izz al-Din llevó a la desmoralización y el 21 de abril los miembros prominentes del NC de Haifa (Hakim y Ahmad Khalil Khalil Bay) fueron evacuados.
El despliegue británico repentino hizo que los comandantes de la brigada Carmeli volvieran a trabajar los detalles de la operación (antes llamada operación Misparayim u operación Tijeras) y el plan re-planteado fue denominado operación Bi'ur Hametz (operación Limpieza de Pascua).

## La batalla

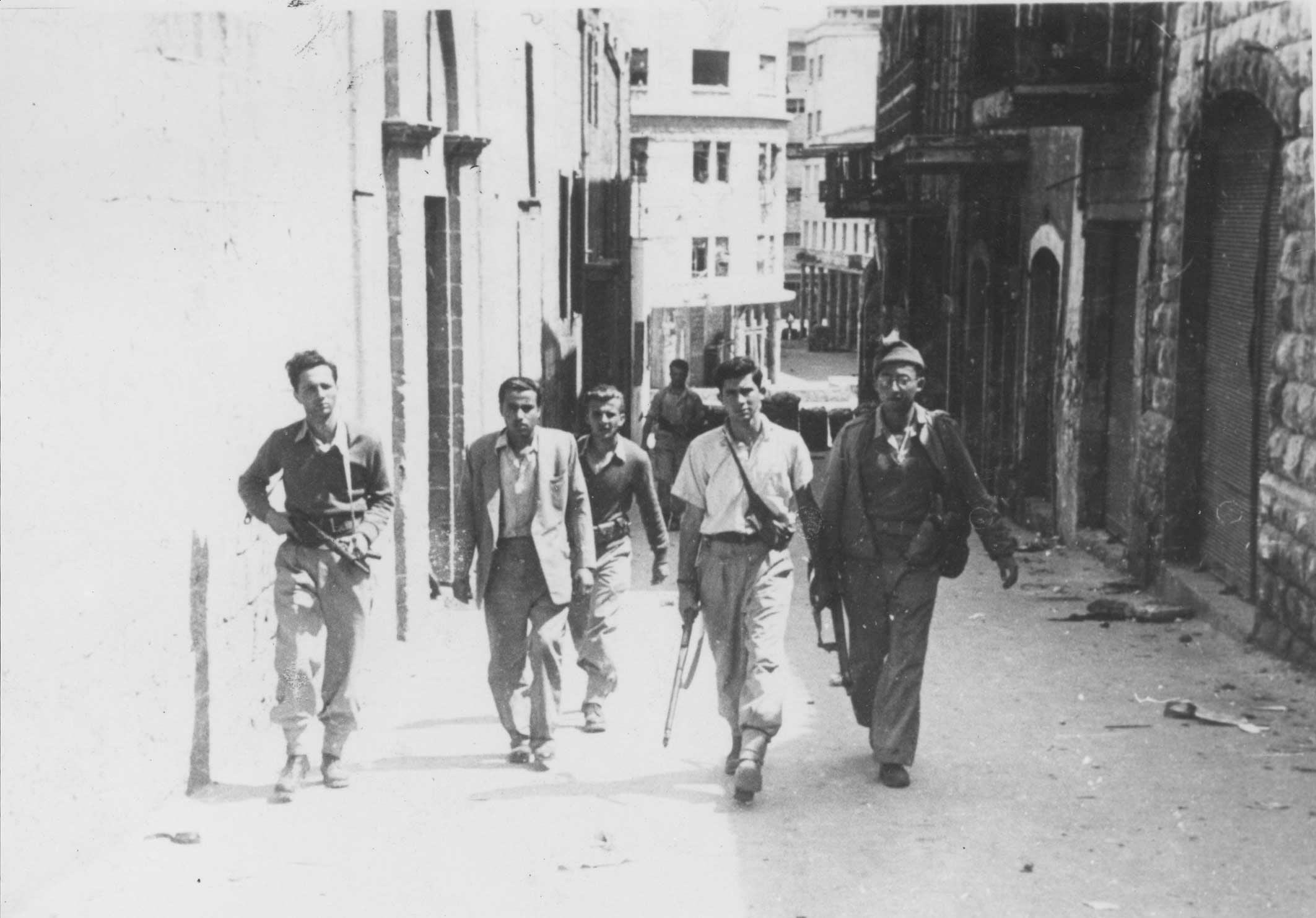
Combatientes judíos en Haifa.

Las fuerzas de la Haganá consistieron en 5 compañías del Cuerpo de Campo, una compañía del Palmaj, así como un contingente del Cuerpo de la Guardia. Las fuerzas judías palestinos atacaron Wadi Salib y Wadi Nisnas desde Hadar HaCarmel, mientras que el grueso del ataque a Khalisa vino de Neve Sha'anan. Los cuarteles árabes estaban en el centro de la ciudad, cerca del puerto y la estación de tren.
Al comentar sobre el uso de «emisiones de guerra psicológica y tácticas militares» en Haifa, Benny Morris escribe:
Toda la Haganá hizo un uso efectivo de las emisiones de lengua árabe y los altavoces de las furgonetas. Radio Haganá anunció que «el día del juicio había llegado» y pidió a los habitantes «echen a los delincuentes extranjeros» y «alejense de cada casa y calle, de cada barrio ocupado por los delincuentes extranjeros». Las emisiones de la Haganá pidieron a la población «evacuen a las mujeres, los niños y ancianos de inmediato, y envíenlos a un refugio seguro». (...) Las tácticas judías en la batalla fueron diseñadas para aturdir y rápidamente dominar la oposición; la desmoralización era un objetivo primordial. Se consideró tan importante para el resultado como la destrucción física de las unidades árabes. Las andanadas de mortero y las emisiones de guerra psicológica y anuncios, y las tácticas empleadas por las compañías de infantería, que avanzaban de casa en casa, estaban orientadas a este objetivo. Las órdenes de 22º Batallón del Carmeli eran «matar a todos los [varones adultos] árabes y prender fuego con bombas incendiarias a todos los objetivos que se pueden ser incendiados. Envío carteles en árabe; déjenlos por toda la ruta».
Jon Kimche también describe el «bombardeo psicológico en barrios árabes» hasta que «el nervio árabe se rompió y la retirada de la ciudad asumió proporciones de pánico».
El primer ataque fue en la zona de Puente Rushmiyya para aislar la ciudad de las zonas árabes exteriores. Antes del ataque al objetivo principal de las zonas altas del barrio de los judíos palestinos (Hadar HaCarmel), el barrio árabe musulmán de Khalisa quedó bajo el bombardeo de los morteros. Los 3.500-5.000 irregulares árabes no podían montar una defensa real. Al día siguiente, el Comité Nacional Árabe de Haifa estaba dispuesto a pedir una tregua a través de Stockwell. Stockwell accedió a reunirse con los israelíes, y regresó 15 minutos más tarde; sin embargo, los términos propuestos por la Haganá –desarme completo, entrega de las armas y toque de queda– no fueron aceptadas por el liderazgo árabe.
De acuerdo a un reporte de la delegación británica en la ONU, se sucedieron los siguientes episodios:
1. Después de la liberación de los presos de Haifa, la Legión Árabe se hizo cargo de la defensa un poco más tarde.
2. Hacia las 10:15 horas, las bajas árabes habían sido ingresadas al Hospital Amin.
3. El personal del hospital y las bajas fueron evacuados al Hospital Gubernamental en la ciudad.
4. Hacia el mediodía, los combates se debilitaron considerablemente. Los judíos tenían el control completo de la plaza Xhamra y Stanton Street y disparaban desde sus posiciones en el área de Suq (mercado). También sus fuerzas aparecieron en el barrio este de la ciudad de Wadi Husimiyah, puente a Tel Amal.
5. Las mujeres árabes, niños y otros todavía estaban siendo evacuados de la zona de Suq a través del puerto de Haifa y otras zonas seguras.
6. Los árabes en ese momento solicitaron una tregua y los judíos respondieron que estaban dispuestos a considerarla si los árabes dejaban de disparar.
7. A las 17:00 horas, la resistencia árabe en general habían cesado en la zona oriental, con la excepción de unos pocos puntos aislados; y los judíos estaban en posesión de la zona desde Suq hasta la puerta oriental.
8. En el área de Wadi Miamr la batalla todavía estaba en marcha.
9. Las víctimas árabes en esta zona se creen que fueron considerables.
10. A las 18:00 horas, los líderes árabes se reunieron para examinar las condiciones finales establecidas en una reunión conjunta de árabes y judíos.[24]

Esa tarde, se celebró una reunión en el ayuntamiento para discutir los términos de la tregua. Debido a la incapacidad de la Comisión Nacional de Haifa de garantizar que se produciría sin incidentes, la delegación árabe declaró su incapacidad para aprobar la propuesta de tregua y pidió protección para la evacuación de los ciudadanos árabes palestinos de Haifa. Fue reportado por The Times que la Haganá había hecho uso de transmisiones en árabe utilizando Radio Haganá y los altavoces de sus furgonetas, pidiendo a los habitantes «echar a los delincuentes extranjeros». Del mismo modo, la Haganá había difundido que la población árabe palestina debían «evacuar a las mujeres, los niños y ancianos de inmediato, y enviarlos a un refugio seguro».
El 22 de abril de 1948, los británicos sólo mantenían en el control del área de puerto de Haifa. El resto de la ciudad estaba en manos de la brigada Carmeli de la Haganá, comandada por Moshe Carmel.
Los titulares del The Palestine Post del 23 de abril de 1948 anunciaron: «‹Puntos pivote de Haifa caen a las fuerzas de la Haganá en una batalla de 30 horas›. (...) El informe continúa diciendo que la Haganá aplastó toda resistencia, ocupó muchos edificios importantes, lo que obligó a miles de árabes a huir por la única ruta abierta al mar». El informe fue redactado el 21 de abril, pero no fue impreso hasta el 30, presuntamente por razones de seguridad.
Las estimaciones del número de árabes muertos varían; una fuente judía calcula el número en 300.

## Consecuencias

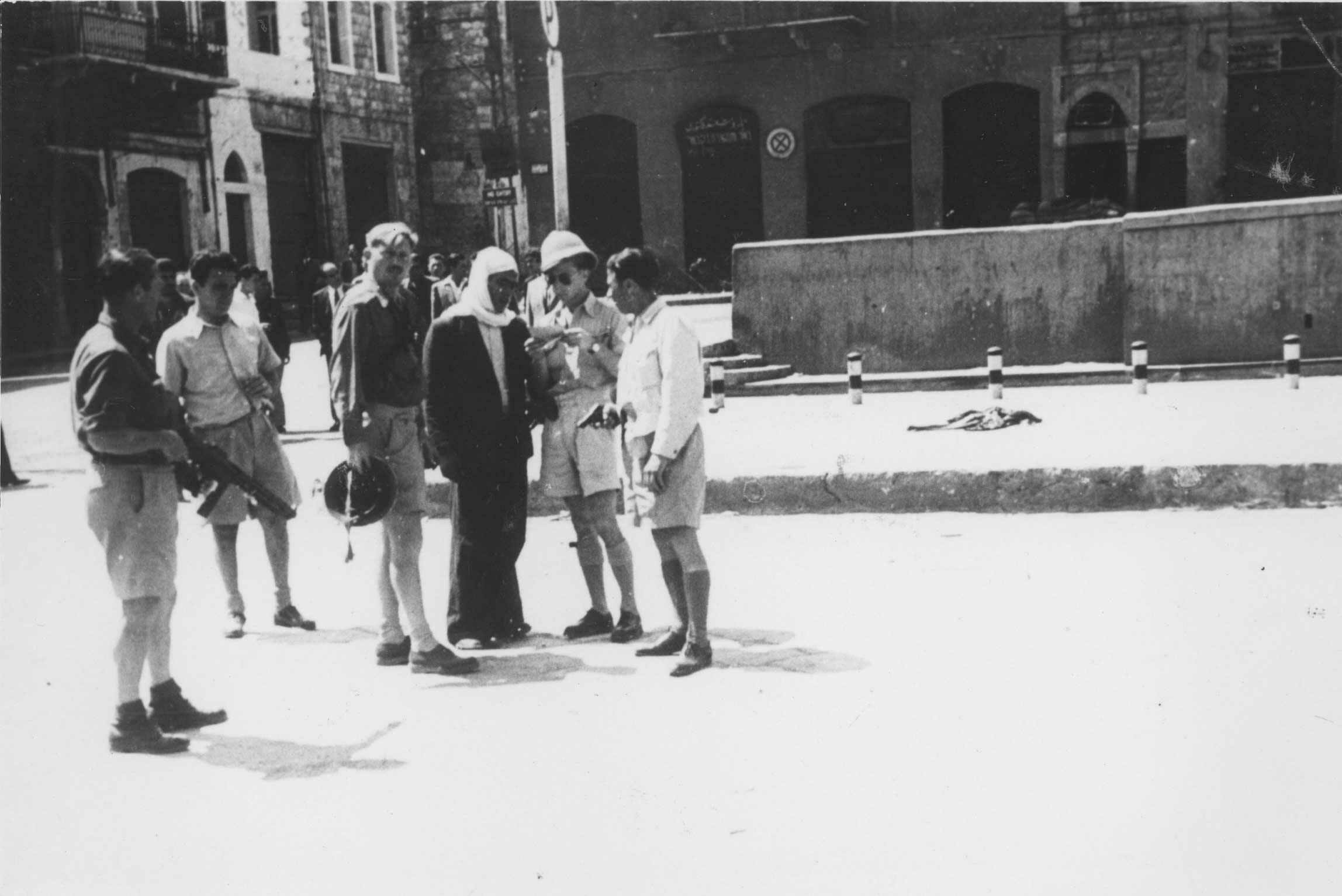
Inspección de documentos durante la batalla.

El 23 de abril, Moshe Carmel declaró la ley marcial en la ciudad. Ese mismo día unidades del Irgún se trasladaron a partes del centro de Haifa. Dos días más tarde, la Haganá los obligó a retirarse en una confrontación que dio lugar a algunas bajas en el Irgún.
Algunos informes hablan de saqueos y ataques contra civiles.
Moshe Dayán fue designado para administrar propiedades árabes abandonados en la ciudad. Él instituyó una política de recoger cualquier cosa que el ejército podría usar y guardarlo en los almacenes del Tzahal y el resto distribuirlos entre los asentamientos agrícolas judíos. Golda Meir, quien fue consultada, estuvo de acuerdo con esta política.
15.000 civiles fueron evacuados de Haifa durante el 21 y 22 de abril, dejando algunos 30-45,000 ciudadanos no judíos. A mediados de mayo, solamente quedaban 4.000 de la estimación de la población pre-conflicto de 65.000 árabes palestinos. Estos se concentraron en Wadi Nisnas y Wadi Salib, mientras que la destrucción sistemática de viviendas árabes en ciertas áreas se puso en práctica por los departamentos técnicos y de Desarrollo Urbano de Haifa, en cooperación con el comandante de la ciudad de las FDI Ya'akov Lublini.
La situación general de Palestina se está deteriorando rápidamente debido a que se detienen y se cierran los departamentos gubernamentales diariamente. La Agencia judía sigue trabajando como una entidad organizadora general para las áreas judías palestinas, intentando reemplazar las actividades gubernamentales suspendidas, dejando a que las zonas árabes estén dependiendo de las autoridades municipales dentro de los municipios y de las aldeas; sin las instalaciones telegráficas, la autoridad central ha cesado en la mayoría de áreas que tienen líneas troncales telefónicas que todavía funcionan a nivel local, pero con la eficiencia está disminuyendo debido a que el aeropuerto de Lida está fuera de operación y la comunicación aérea regular y el servicio de correo aéreo dentro y fuera del país se han detenido. Las luchas son cada vez mayores en los campamentos y otras áreas importantes abandonadas por las fuerzas británicas, que se convierten inmediatamente en campos de batalla. Las operaciones de retirada más importantes en Haifa se esperan en breve, alimentándose los rumores que tienden a aumentar la tensión nerviosa en el lugar.